# Viaduc de Basso Cambo
Le viaduc de Basso Cambo est un ouvrage d'art ferroviaire de type pont à poutres situé dans le département français de Haute-Garonne en région Occitanie. Il est intégralement situé sur la commune de Toulouse et franchit la place Édouard-Bouillière, le pôle d'échange de Basso Cambo, l'avenue Louis-Bazerque et le ruisseau de Négogousses. Mis en service en 1992, et ouvert au service commercial le 26 juin 1993, le viaduc est emprunté par les rames de la ligne A du métro de Toulouse.

## Situation
Situé à Toulouse dans le quartier de Basso Cambo sur la ligne A du métro. Il démarre à la sortie du garage-atelier du métro de Basso Cambo et se termine entre les stations Basso Cambo et Bellefontaine, où la ligne plonge sous terre. La station Basso Cambo est située sur l'ouvrage.
Il franchit, dans le sens du garage-atelier vers l'entrée du tunnel, le ruisseau de Négogousses, l'avenue Louis-Bazerque, le pôle d'échange de Basso Cambo dont la station de métro associée est construite autour du viaduc et enfin la place Édouard-Bouillière avant de redescendre au niveau du sol, immédiatement suivi par le début du tunnel souterrain jusqu'au viaduc de la rocade ouest.

## Caractéristiques techniques
La longueur totale du viaduc est de 565 mètres. L'ouvrage est composé de 13 piliers en béton en forme d'arches,, sans compter le bâtiment de la station de métro intermédiaire en lui-même.

## Histoire
À l'origine, ce viaduc ainsi que celui de la rocade ouest n'auraient dû être qu'un seul ouvrage, le projet initial étant un métro aérien à travers le Mirail.

## Galerie

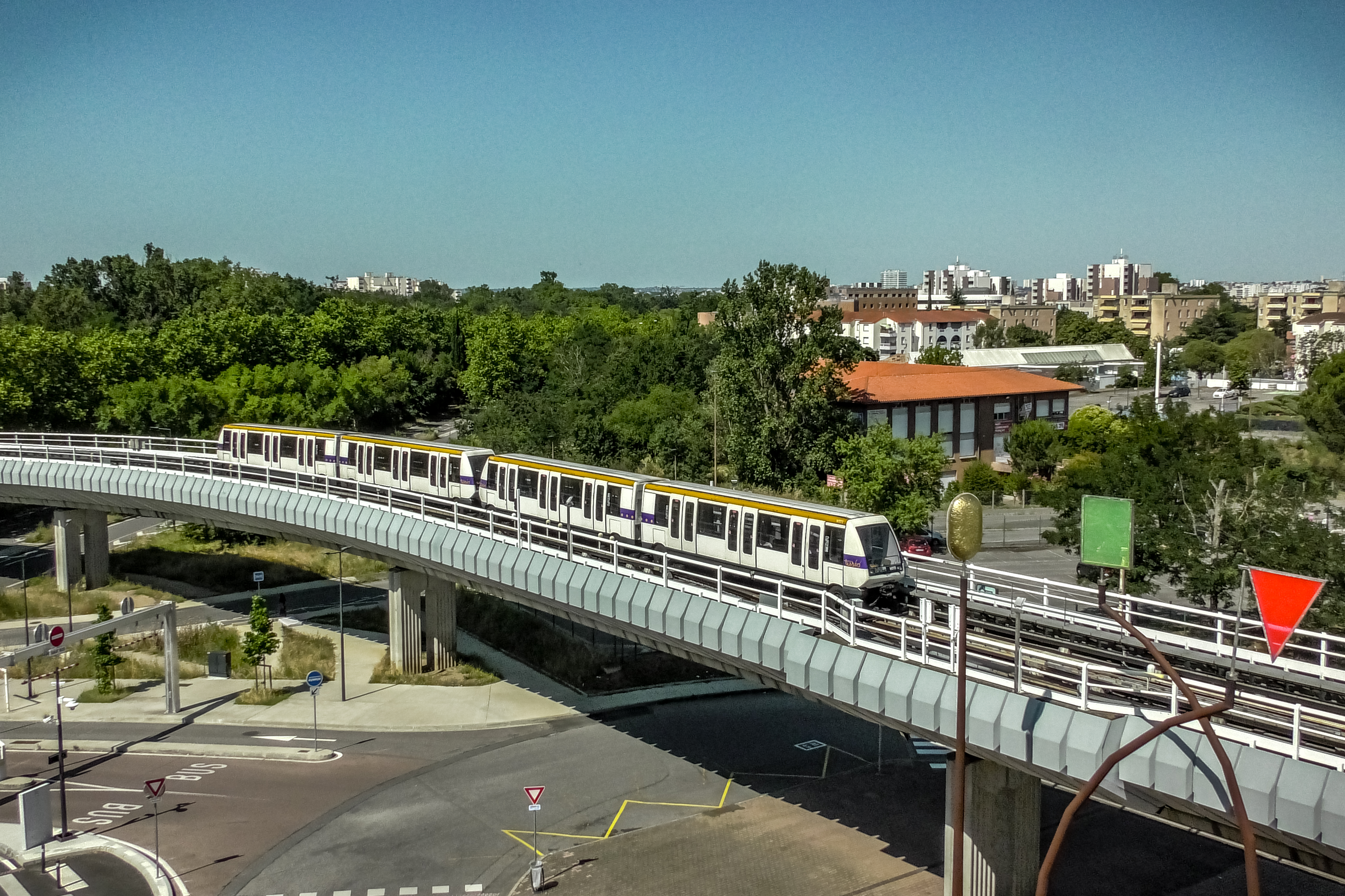
La partie du viaduc située entre le garage-atelier et la station de métro.
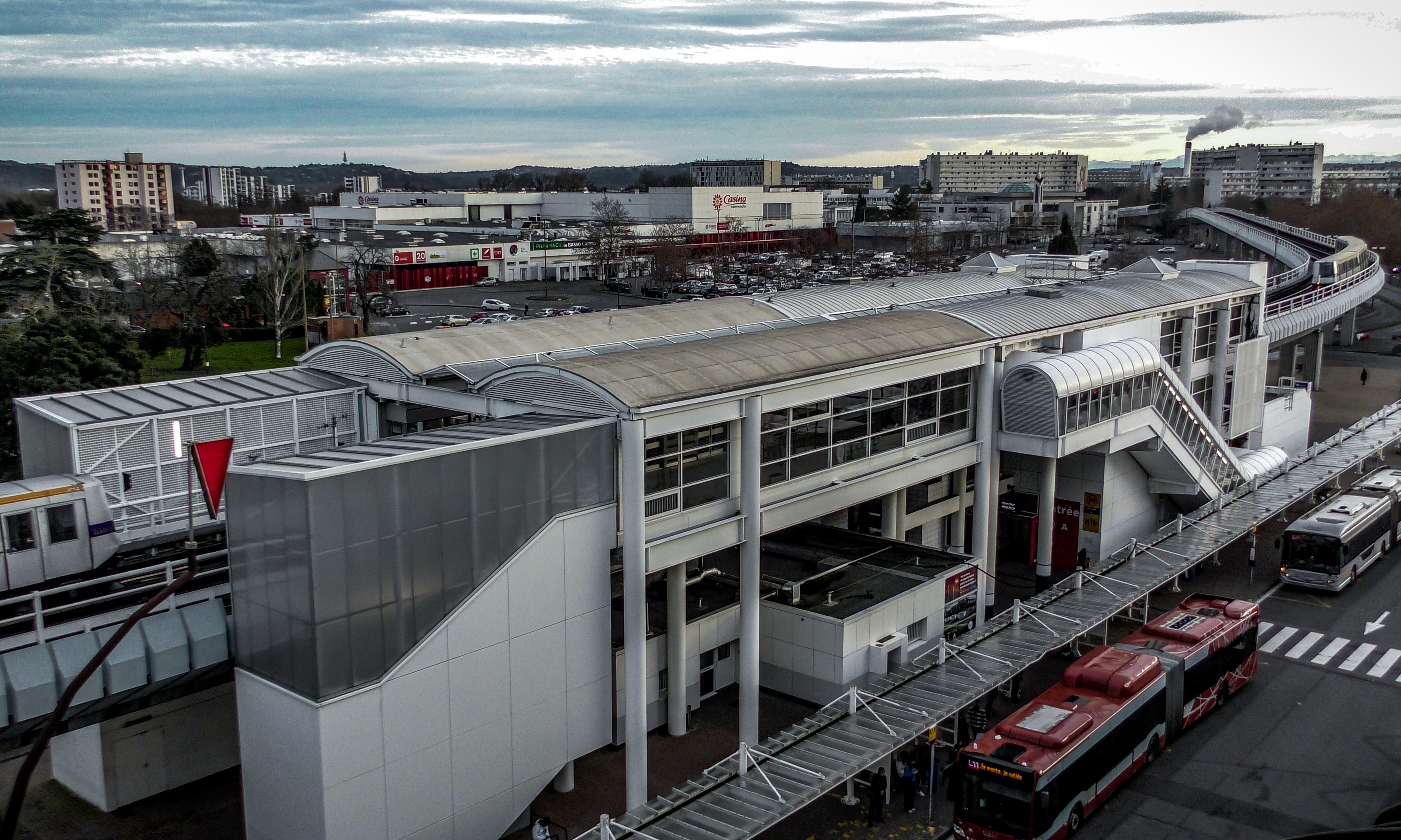
La station de métro construite sur le viaduc.
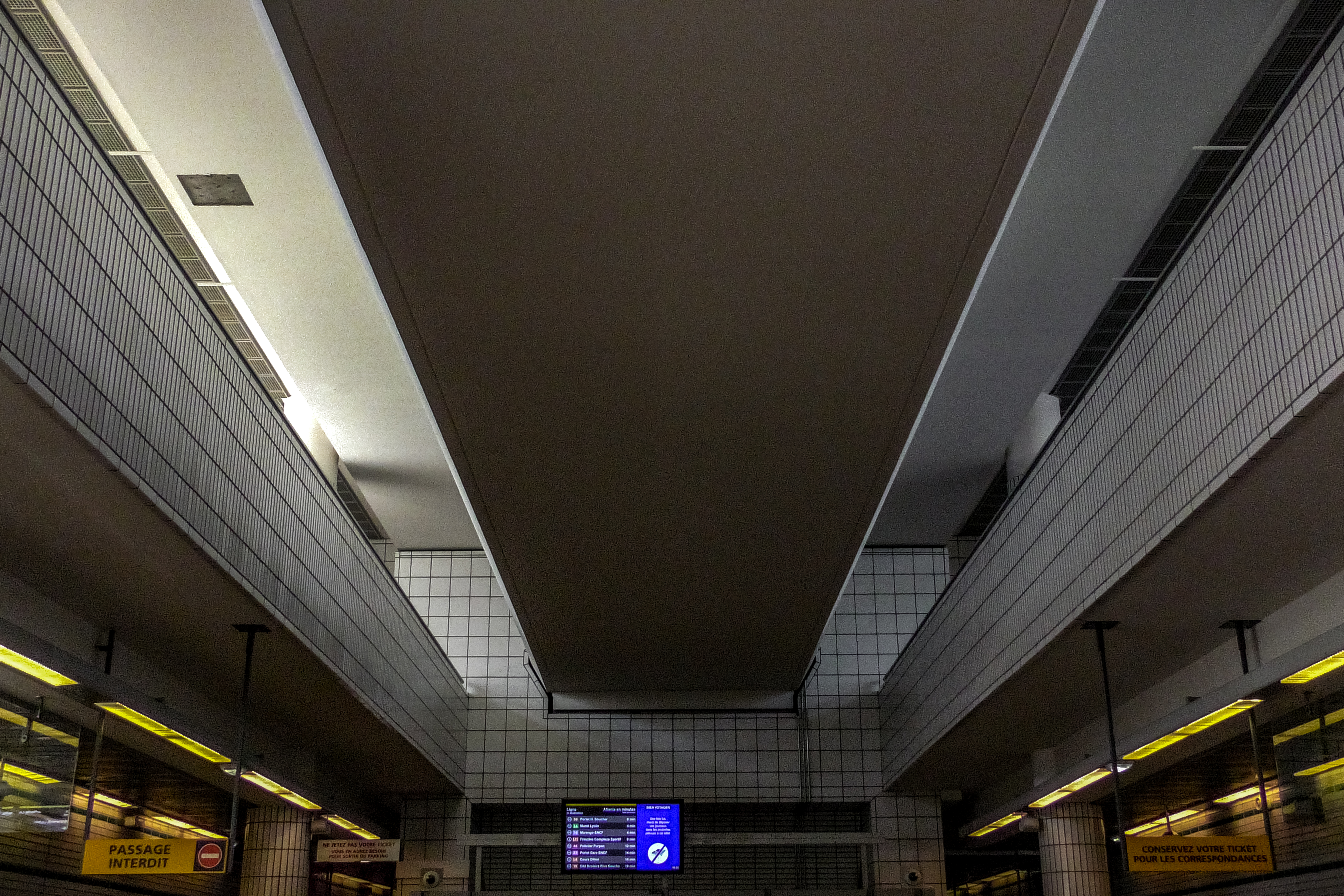
Le dessous du viaduc vu de l'intérieur de la station.
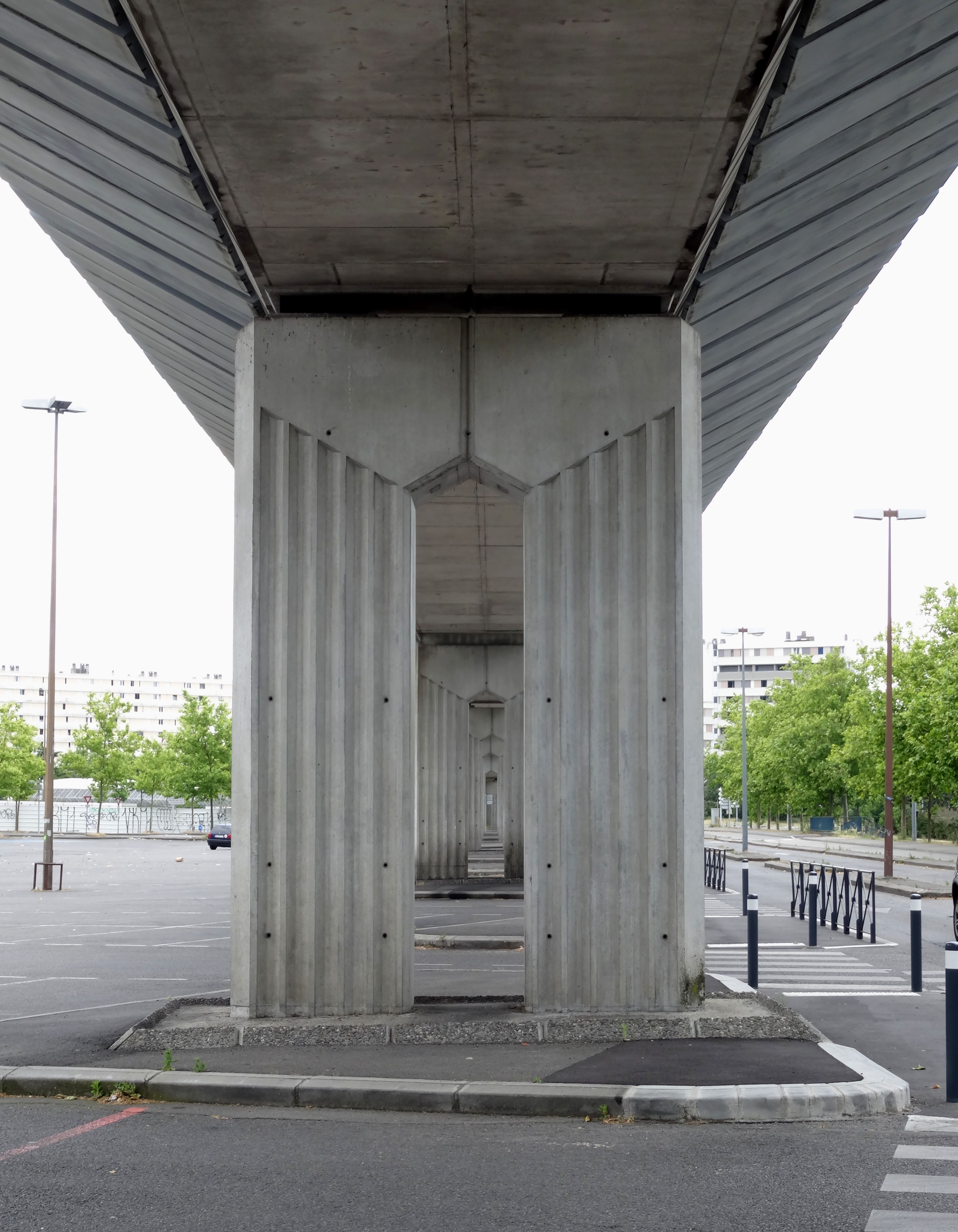
Un pilier du viaduc.
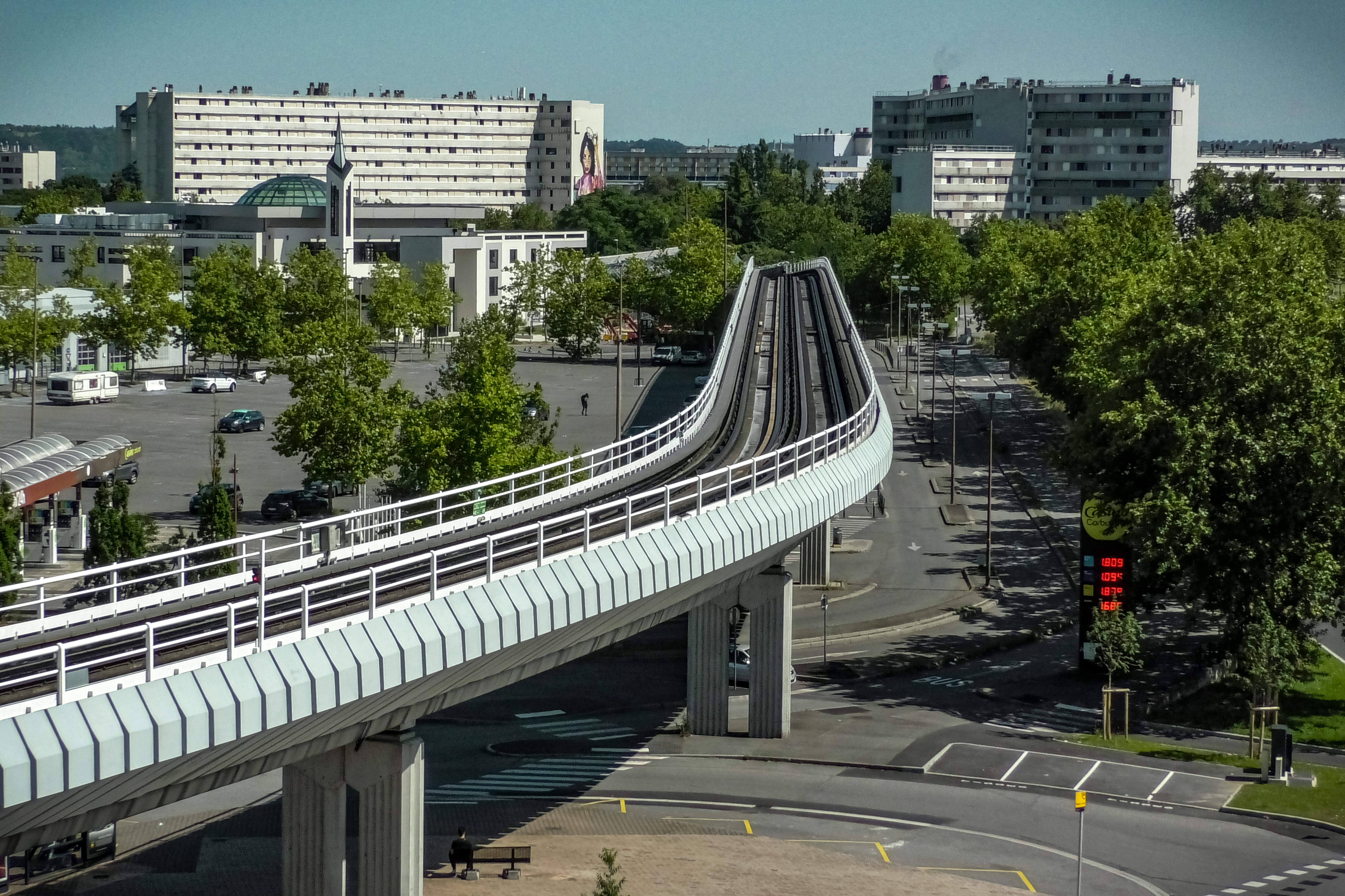
L'ensemble du viaduc entre la station et la trémie à Bellefontaine.